# 哥隆約龍屬

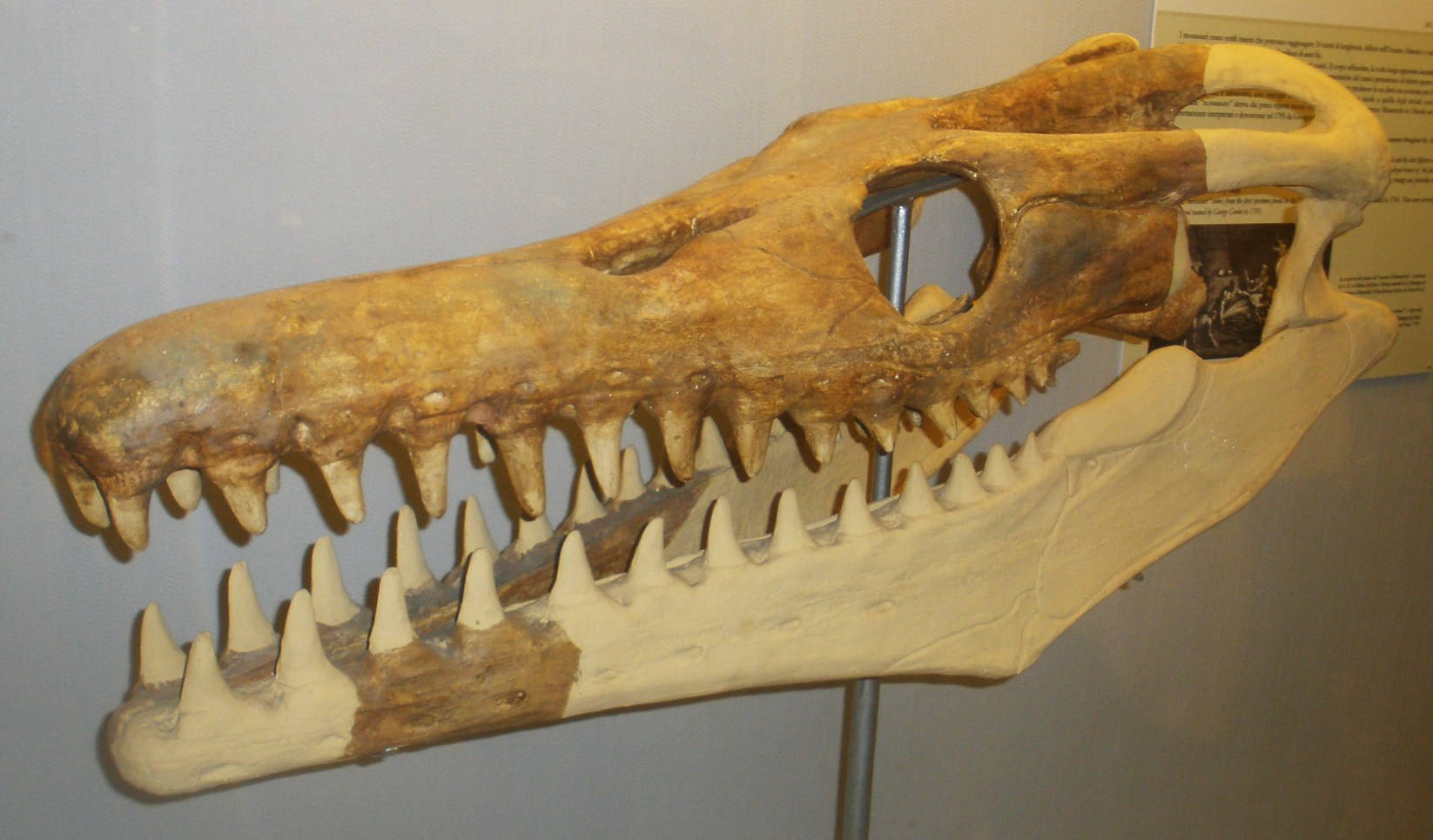
哥隆約龍的頭顱骨化石

哥隆約龍屬（學名：Goronyosaurus）是種類似鱷魚的滄龍類，生存於白堊紀晚期馬斯垂克階的奈及利亞西北部。

## 外部連結
- 哥隆約龍（页面存档备份，存于） Tetrapod Zoology